# Vaihinger Stadtbahn
| |                      |                                               |                                               |
| Streckennummer: | 9487                 |                                               |                                               |
| Kursbuchstrecke (DB): | 773 (bis 2002)       |                                               |                                               |
| Kursbuchstrecke: | 326e (1946)          |                                               |                                               |
| Streckenlänge: | 7,33 km              |                                               |                                               |
| Spurweite: | 1435 mm (Normalspur) |                                               |                                               |
| Maximale Neigung: | 20 ‰                 |                                               |                                               |
| Minimaler Radius: | 200 m                |                                               |                                               |
| Streckengeschwindigkeit: | 50 km/h              |                                               |                                               |
| |                      |                                               |                                               |
| \| \| \| von Bietigheim-Bissingen \| \| \| \| 0,00 \| Vaihingen (Enz) Nord \| 245 m \| \| \| \| nach Bretten (bis 1990) \| \| \| \| 1,40 \| Kleinglattbach \| 232 m \| \| \| 2,00 \| Vaihingen (Enz) WEG (ab 1990) \| Vaihingen (Enz) WEG (ab 1990) \| \| \| 2,20 \| Schnellfahrstrecke Mannheim–Stuttgart (170 m) \| Schnellfahrstrecke Mannheim–Stuttgart (170 m) \| \| \| 2,70 \| Nachtigallstal \| Nachtigallstal \| \| \| 3,20 \| vom Industriegebiet Nord \| vom Industriegebiet Nord \| \| \| 4,00 \| vom Baresel-Bauhof \| vom Baresel-Bauhof \| \| \| 4,20 \| Vaihingen (Enz) Schlossberg \| 241 m \| \| \| 4,40 \| Heilbronner Straße \| Heilbronner Straße \| \| \| 4,50 \| Franckstraße \| Franckstraße \| \| \| 4,70 \| Vaihingen (Enz) Stadt \| 234 m \| \| \| 5,60 \| zur Kartonagenfabrik (ab 1970) \| zur Kartonagenfabrik (ab 1970) \| \| \| 6,60 \| Enz (91 m) \| Enz (91 m) \| \| \| 7,33 \| Enzweihingen \| 205 m \| |                      |                                               |                                               |
| Strecke (außer Betrieb) |                      | von Bietigheim-Bissingen                      | von Bietigheim-Bissingen                      |
| Bahnhof (Strecke außer Betrieb) | 0,00                 | Vaihingen (Enz) Nord                          | 245 m                                         |
| Abzweig geradeaus und nach rechts (Strecke außer Betrieb) |                      | nach Bretten (bis 1990)                       | nach Bretten (bis 1990)                       |
| Haltepunkt / Haltestelle (Strecke außer Betrieb) | 1,40                 | Kleinglattbach                                | 232 m                                         |
| Haltepunkt / Haltestelle (Strecke außer Betrieb) | 2,00                 | Vaihingen (Enz) WEG (ab 1990)                 | Vaihingen (Enz) WEG (ab 1990)                 |
| Kreuzung geradeaus unten (Strecke geradeaus außer Betrieb) | 2,20                 | Schnellfahrstrecke Mannheim–Stuttgart (170 m) | Schnellfahrstrecke Mannheim–Stuttgart (170 m) |
| Brücke (Strecke außer Betrieb) | 2,70                 | Nachtigallstal                                | Nachtigallstal                                |
| Abzweig geradeaus und von links (Strecke außer Betrieb) | 3,20                 | vom Industriegebiet Nord                      | vom Industriegebiet Nord                      |
| Abzweig geradeaus und von rechts (Strecke außer Betrieb) | 4,00                 | vom Baresel-Bauhof                            | vom Baresel-Bauhof                            |
| Haltepunkt / Haltestelle (Strecke außer Betrieb) | 4,20                 | Vaihingen (Enz) Schlossberg                   | 241 m                                         |
| Brücke (Strecke außer Betrieb) | 4,40                 | Heilbronner Straße                            | Heilbronner Straße                            |
| Brücke (Strecke außer Betrieb) | 4,50                 | Franckstraße                                  | Franckstraße                                  |
| Bahnhof (Strecke außer Betrieb) | 4,70                 | Vaihingen (Enz) Stadt                         | 234 m                                         |
| Abzweig geradeaus und nach rechts (Strecke außer Betrieb) | 5,60                 | zur Kartonagenfabrik (ab 1970)                | zur Kartonagenfabrik (ab 1970)                |
| Brücke über Wasserlauf (Strecke außer Betrieb) | 6,60                 | Enz (91 m)                                    | Enz (91 m)                                    |
| Kopfbahnhof Streckenende (Strecke außer Betrieb) | 7,33                 | Enzweihingen                                  | 205 m                                         |

Die Bahnstrecke Vaihingen (Enz) Nord – Enzweihingen, zuletzt als Vaihinger Stadtbahn bezeichnet, ist eine stillgelegte Nebenbahn in Baden-Württemberg. Die 7,33 Kilometer lange normalspurige Eisenbahnstrecke verband die Stadt Vaihingen an der Enz und ihren Stadtteil Enzweihingen mit dem Bahnhof Vaihingen (Enz) Nord. Dieser liegt im Ortsteil Kleinglattbach, an der ehemaligen Trasse der Württembergischen Westbahn von Stuttgart nach Bruchsal, die ab 1991 nur noch Güterverkehr aufwies, aber seit dem 12. September 2002 wegen technischer Mängel betrieblich gesperrt war. Am 10. August 2016 veröffentlichte die betriebsführende Württembergische Eisenbahn-Gesellschaft (WEG), dass sie die Strecke gemäß § 11 AEG stilllegen oder abgeben möchte. Mittlerweile wurde sie stillgelegt. 

## Allgemeines
Der Name „Vaihinger Stadtbahn“ rührt daher, dass sich die Bahnstrecke seit Eingemeindung von Enzweihingen nach Vaihingen im Jahr 1971 durch die Gebietsreform in Baden-Württemberg ausschließlich auf der Gemarkung letzterer befindet. Die Strecke führte die offizielle Streckennummer 9487, zuletzt war sie im Kursbuch unter der Tabellennummer 773 verzeichnet. Der Verkehrs- und Tarifverbund Stuttgart (VVS), in dessen Gemeinschaftstarif die Strecke zum 1. Oktober 1993 im Rahmen der sogenannten Verbundstufe II integriert wurde, führte sie wiederum unter der Bezeichnung R 51.

## Geschichte

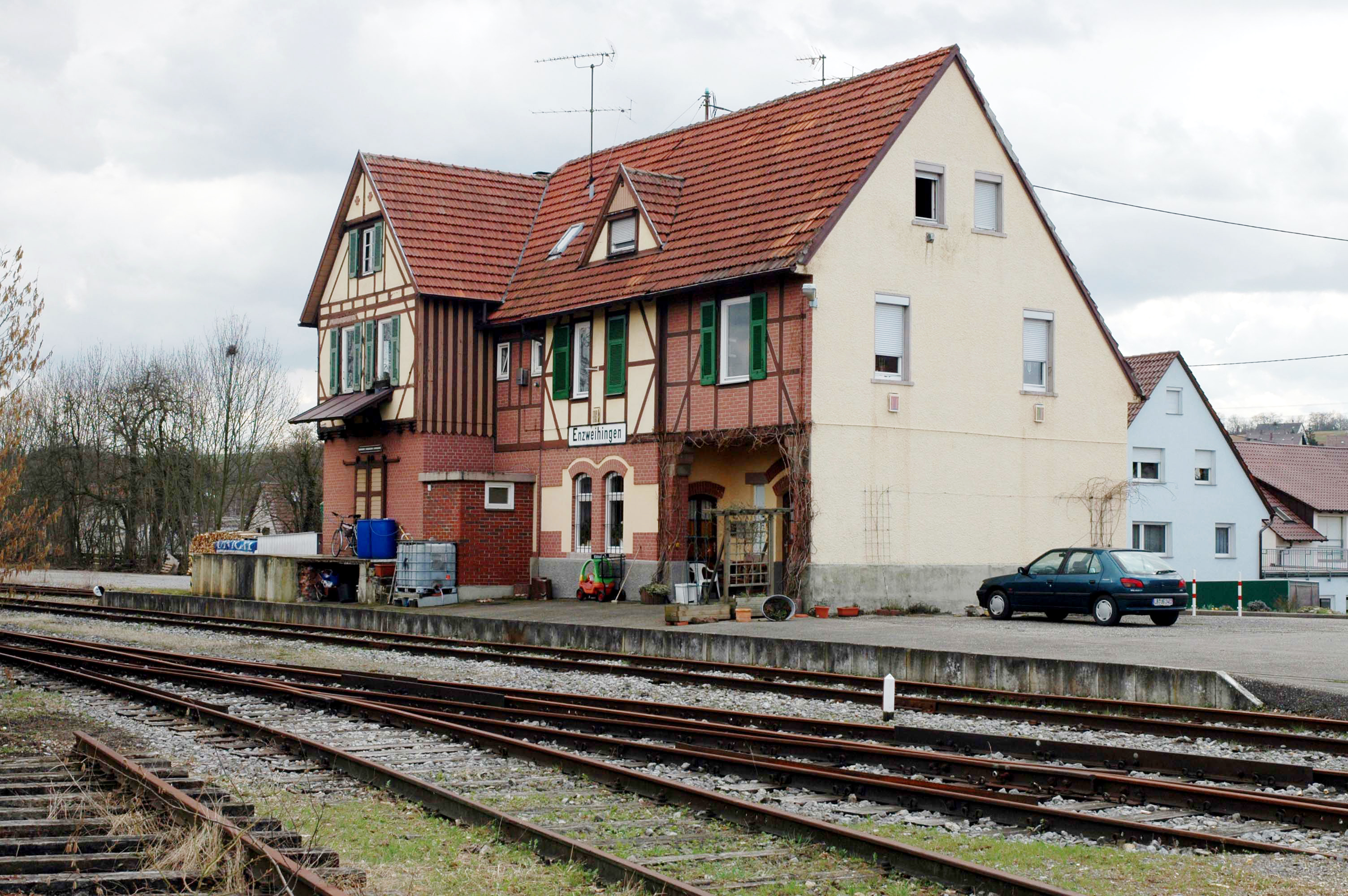
Ehemaliges Empfangsgebäude des Bahnhofs Enzweihingen

### Bau und Planung der Strecke
Nachdem die Westbahn von Stuttgart nach Bruchsal im Jahr 1853 eröffnet worden war, beklagte sich die damalige Oberamtsstadt Vaihingen darüber, außen vor geblieben zu sein. Um die Stadt zunächst halbwegs zu befriedigen, wurde der nächstgelegene Bahnhof Sersheim 1863 in „Vaihingen-Sersheim“ umbenannt. Aber auch diese Bahnhofsumbenennung änderte nichts an der Tatsache, dass die Stadt, die eisenbahnmäßig außer Acht geblieben war, dadurch eine Abwanderung ihrer Arbeitskräfte befürchten musste und eine Neuansiedlung von Gewerbegebieten verhindert wurde. Deshalb bildete sich im November 1889 ein sogenanntes „Eisenbahnkomitee“, das sich für einen Eisenbahnanschluss von Vaihingen einsetzen sollte. Nachdem verschiedene Varianten diskutiert worden waren, einigte man sich auf eine Verbindungsbahn vom Bahnhof Vaihingen-Sersheim nach Vaihingen Stadt.
Das Berliner Unternehmen Arthur Koppel & Co. wurde daraufhin mit dem Bau der Strecke beauftragt. In Abstimmung mit dem bereits erwähnten Eisenbahnkomitee schlug die Firma allerdings vor, die Strecke nicht bereits in Vaihingen enden zu lassen, sondern bis zur damals selbstständigen Gemeinde Enzweihingen durchzubinden. Die zwischenzeitlich gegründete Württembergische Eisenbahn-Gesellschaft (WEG) schloss am 15. Dezember 1900 mit der Stadt Vaihingen und der Gemeinde Enzweihingen daraufhin einen Vertrag über die Kostenbeteiligung der Strecke. Die WEG übernahm daraufhin im Gegenzug Bau und Betrieb der geplanten Nebenbahn. Die Konzession erhielt die WEG am 20. Juli 1902, der erste Spatenstich erfolgte allerdings erst am 20. Oktober 1903.

### Eröffnung und Folgejahre (1904–1945)

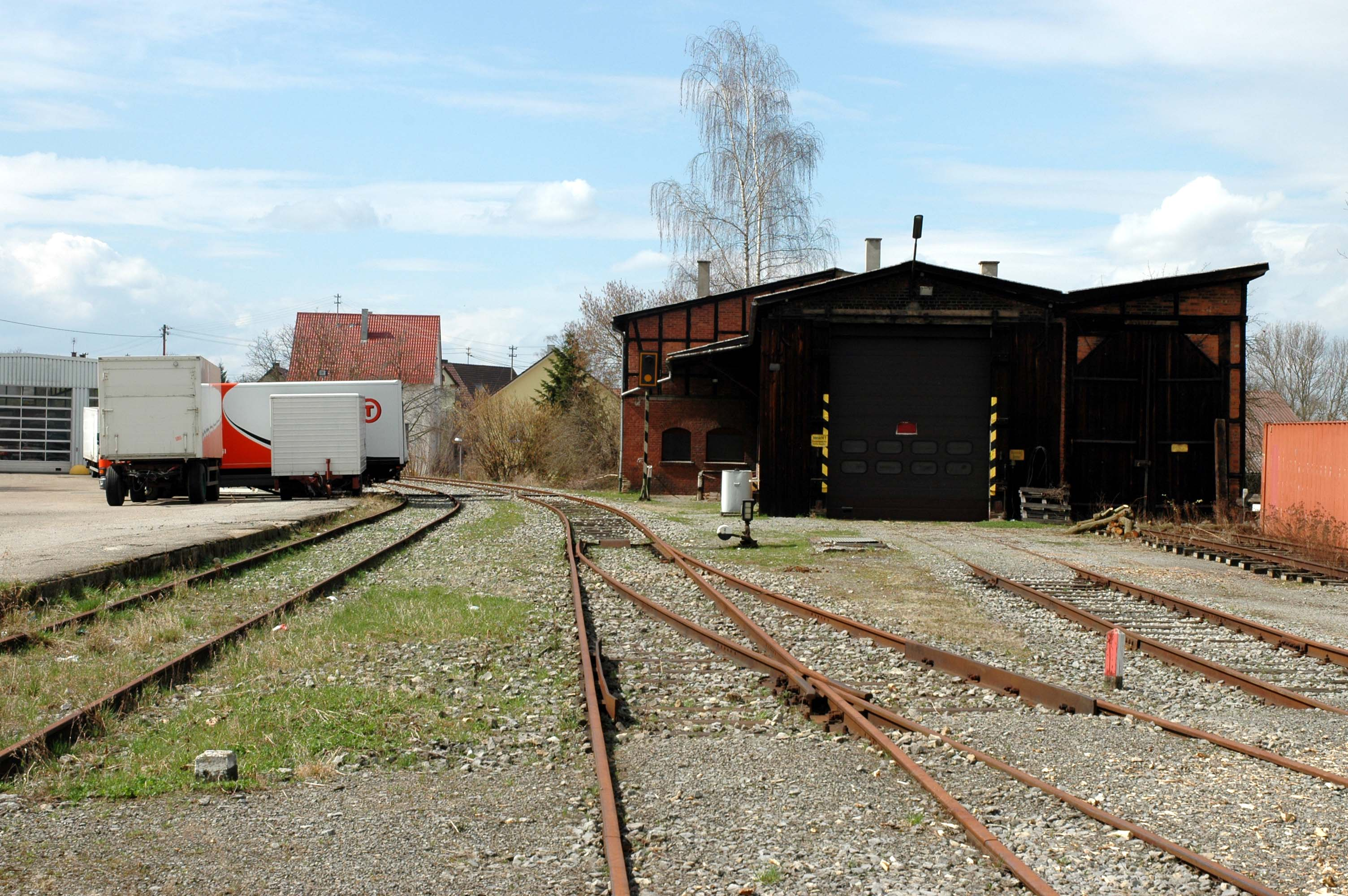
Lokomotivschuppen des Endbahnhofs Enzweihingen

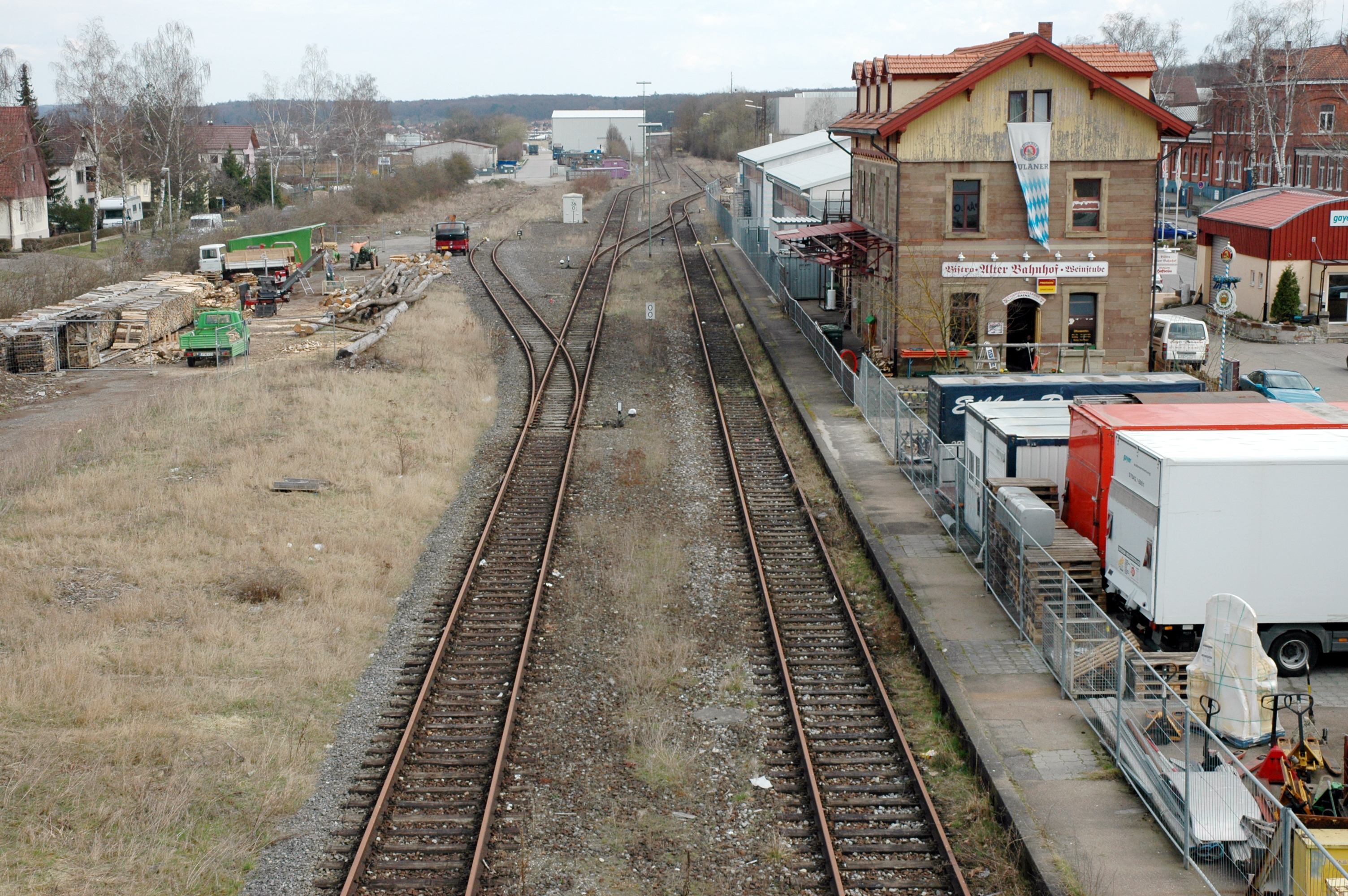
Bahnhof Vaihingen (Enz) Nord, Gemeinschaftsbahnhof mit der Württembergischen Westbahn

Die Strecke wurde schließlich am 16. Oktober 1904 eröffnet. In den Anfangsjahren verlief der Betrieb sehr positiv. Während des Bahnbaus hatte eine Firma in der Nähe der Bahnstrecke ein Muschelkalklager entdeckt, wodurch letztlich ein Steinbruch eingerichtet wurde, so dass nur ein Jahr nach Streckeneröffnung bereits ein erstes Anschlussgleis errichtet wurde. In der Folgezeit siedelten sich zahlreiche Industriebetriebe in Vaihingen an, wodurch weitere Anschlussgleise entstanden und die Strecke ein großes Verkehrsaufkommen bekam. Der Ausgangsbahnhof „Vaihingen-Sersheim“ wurde im Jahr 1906 schließlich in „Vaihingen (Enz) Staatsbahnhof“ umbenannt. Aufgrund der sehr guten Nachfrage im Personenverkehr traf die WEG mit den Königlich Württembergischen Staats-Eisenbahnen (K.W.St.E) eine Vereinbarung, die vorsah, die Züge bis nach Bietigheim durchzubinden. So wurden ab 1906 von insgesamt sieben Zugpaaren drei bis nach Bietigheim durchgebunden.
Nach dem Ersten Weltkrieg und der dadurch bedingten schlechten Lage der Wirtschaft stagnierte der Verkehr allerdings. Der Plan, die Strecke von Enzweihingen über Ober- und Unterriexingen an die 1916 eingeweihte Bahnstrecke Ludwigsburg–Markgröningen anzubinden, wurde fallengelassen. 1928 ließ die Reichsbahndirektion Stuttgart die Durchbindung der Personenzüge bis nach Bietigheim nicht mehr zu, ohne für die Entscheidung Gründe anzugeben. Der Steinbruch, der bisher bedeutendste Kunde im Güterverkehr, war 1939 erschöpft. Im Verlauf des Zweiten Weltkriegs gab es zwar Pläne, dort eine Anlage zur Herstellung von Vergeltungswaffen zu errichten, diese wurden jedoch nicht in die Tat umgesetzt. Ab dem 1. April 1945 wurde der Betrieb vorübergehend eingestellt. Die Strecke half im 2. Weltkrieg maßgeblich am Bau des Stoffel-Projekts, das durch das KZ Vaihingen vorangetrieben wurde. Die damals im Zuge des Stoffel-Projekts benötigten Gleise bilden heute die Basis des Anschlusses Industriegebiets Nord.

### Entwicklung nach dem Zweiten Weltkrieg (1945–1995)

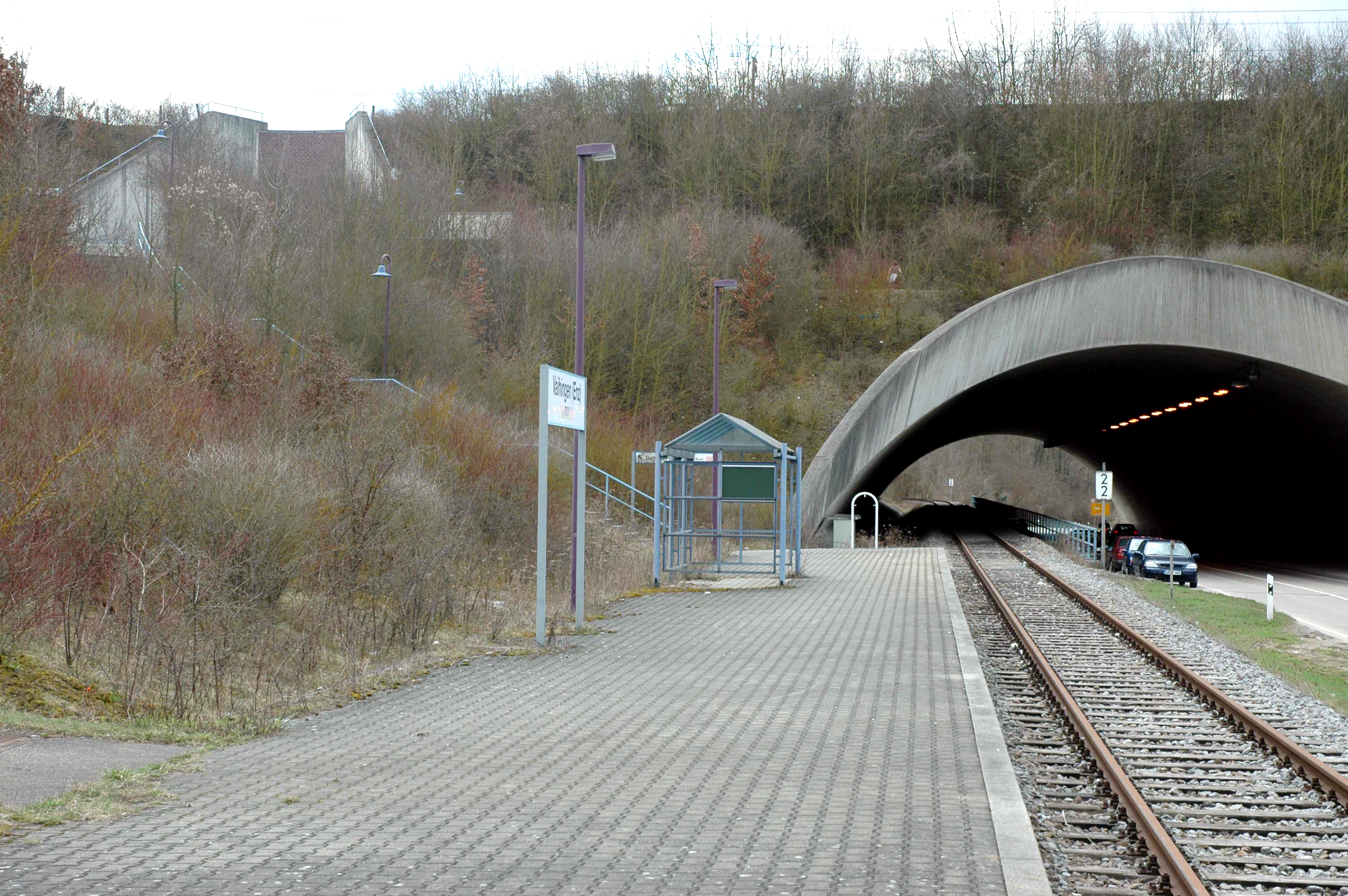
Bahnsteig des Haltepunkts Vaihingen (Enz) WEG mit anschließender Überführung der Schnellfahrstrecke

Erst am 2. Mai 1946 wurde der Verkehr wieder aufgenommen. Allerdings mussten die Züge zunächst rund 800 Meter westlich des Endbahnhofs Enzweihingen an einem provisorischen Bahnsteig enden, da die Enzbrücke im Zweiten Weltkrieg gesprengt worden war. Nachdem der Ausgangspunkt der Strecke 1923 in „Vaihingen (Enz) Reichsbahnhof“ umbenannt worden war, erhielt er 1950 mit „Vaihingen (Enz) Nord“ seine endgültige Bezeichnung. Zur selben Zeit wurde eine parallele Omnibuslinie eingerichtet, die der Bahnstrecke Konkurrenz machte, sodass der Personenverkehr am 19. Mai 1951 eingestellt wurde. Da der Schülerverkehr in Vaihingen in der Folgezeit aber immer weiter zunahm, entschloss sich die WEG dazu, den öffentlichen Personennahverkehr (ÖPNV), der bisher mit Dampfzügen betrieben worden war, ab dem 1. Juni wieder aufzunehmen, diesmal allerdings mit Dieseltriebwagen. Im Zuge der Eingemeindung von Enzweihingen nach Vaihingen Anfang der 1970er Jahre wurde die Bahnstrecke im Volksmund auch als „Vaihinger Stadtbahn“ bezeichnet, da sie seither ausschließlich auf der Gemarkung von Vaihingen verlief.
In Zusammenhang mit dem Bau der Schnellfahrstrecke Mannheim–Stuttgart wurde die Westbahn zwischen Illingen und Sersheim nach Süden verlegt. Dabei nahm die Deutsche Bundesbahn den neuen Bahnhof Vaihingen (Enz) als Knotenpunkt zwischen Westbahn und Neubaustrecke in Betrieb, der deutlich näher zur Stadt als der bisherige Bahnhof „Vaihingen Nord“ liegt. Der neue Bahnhof entstand an der Stelle, an der die Neubaustrecke die Vaihinger Stadtbahn mittels des 170 Meter breiten „Bogenbauwerks Glattbachtal“ überquert. Hierzu musste die WEG-Trasse geringfügig nach Nordwesten verlegt werden, wobei sie im Bereich der Unterführung parallel zur Landesstraße 1125 verläuft. Am 7. Januar 1991 wurde dort der Haltepunkt „Vaihingen (Enz) WEG“ als neuer Umsteigepunkt zur Deutschen Bundesbahn eingerichtet. Allerdings verkehrten die WEG-Züge weiterhin bis zum Bahnhof „Vaihingen (Enz) Nord“. Mit Inbetriebnahme des neuen Bahnhofs an der Schnellfahrstrecke wurde der Bahnsteig der Stadtbahn im Bahnhof Vaihingen (Enz) Nord vom Bahnhofsvorplatz auf die nun freigewordenen Gleise der Württembergischen Westbahn verlegt. Die Gleise auf dem Bahnhofsvorplatz und die Oberleitung im gesamten Bahnhofsgebiet wurden abgebaut, ebenso der nördliche Bahnsteig. Verbleibend ist der Hausbahnsteig.
Zwischen 1990 und 2000 gab es historische Sonderfahrten mit Dampflokomotiven durch die Gesellschaft zur Erhaltung von Schienenfahrzeugen (GES). Mit der Integration in den VVS zum 1. Oktober 1993 wurden Fahrkartenautomaten aufgestellt und der Fahrkartenverkauf im Zug eingestellt.

### Stilllegung im Jahr 2002

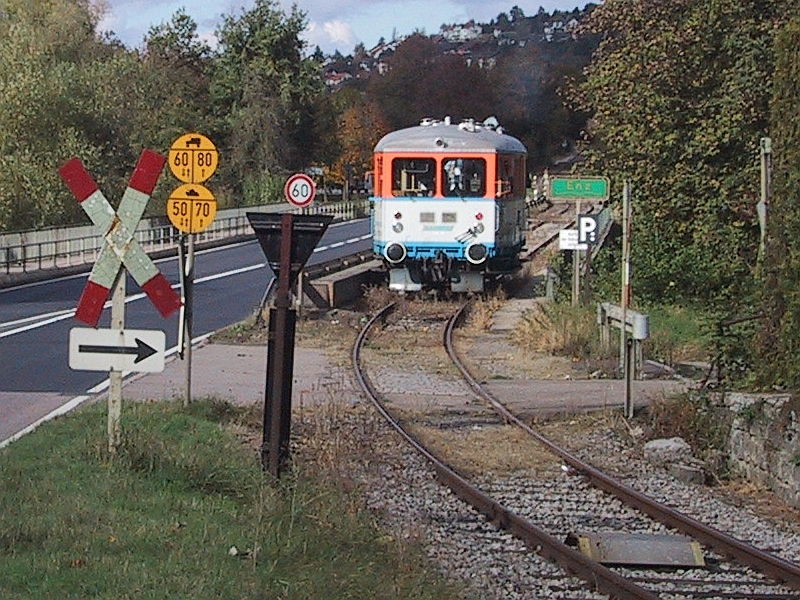
Die gemeinsam mit der Bundesstraße 10 genutzte Spannbetonbrücke über die Enz, 2002

Durch den neuen Bahnhof Vaihingen (Enz) und die damit verbundene Neustrukturierung des Busverkehrs ging der Personenverkehr auf der Stadtbahn weiter zurück, weshalb die WEG in der Folgezeit den Fahrplan weiter ausdünnte. So strich sie den gesamten Wochenendverkehr, sodass Personenverkehr zuletzt nur werktags abgewickelt wurde. Er diente zuletzt hauptsächlich der Schülerbeförderung und fand deshalb zuletzt nur noch an Schultagen statt.
Im Jahr 2001 wurden rund 50.000 Fahrgäste (größtenteils Schüler) und 26.000 Tonnen Güter zwischen Vaihingen Nord und Enzweihingen im eigenwirtschaftlichen Verkehr befördert. Montags bis freitags wurden vier Zugpaare im Personenverkehr angeboten. Im Zuge des Programms MORA C kündigte die Deutsche Bahn den Vertrag zur Bedienung des Übergabebahnhofs Vaihingen Nord. Die WEG kündigte daraufhin an, den Betrieb zum Fahrplanwechsel am 15. Dezember 2002 einzustellen, da mit der fehlenden Weiterbeförderungsmöglichkeit der Güterwagen die Grundlage für einen wirtschaftlichen Betrieb der Strecke entzogen worden sei.

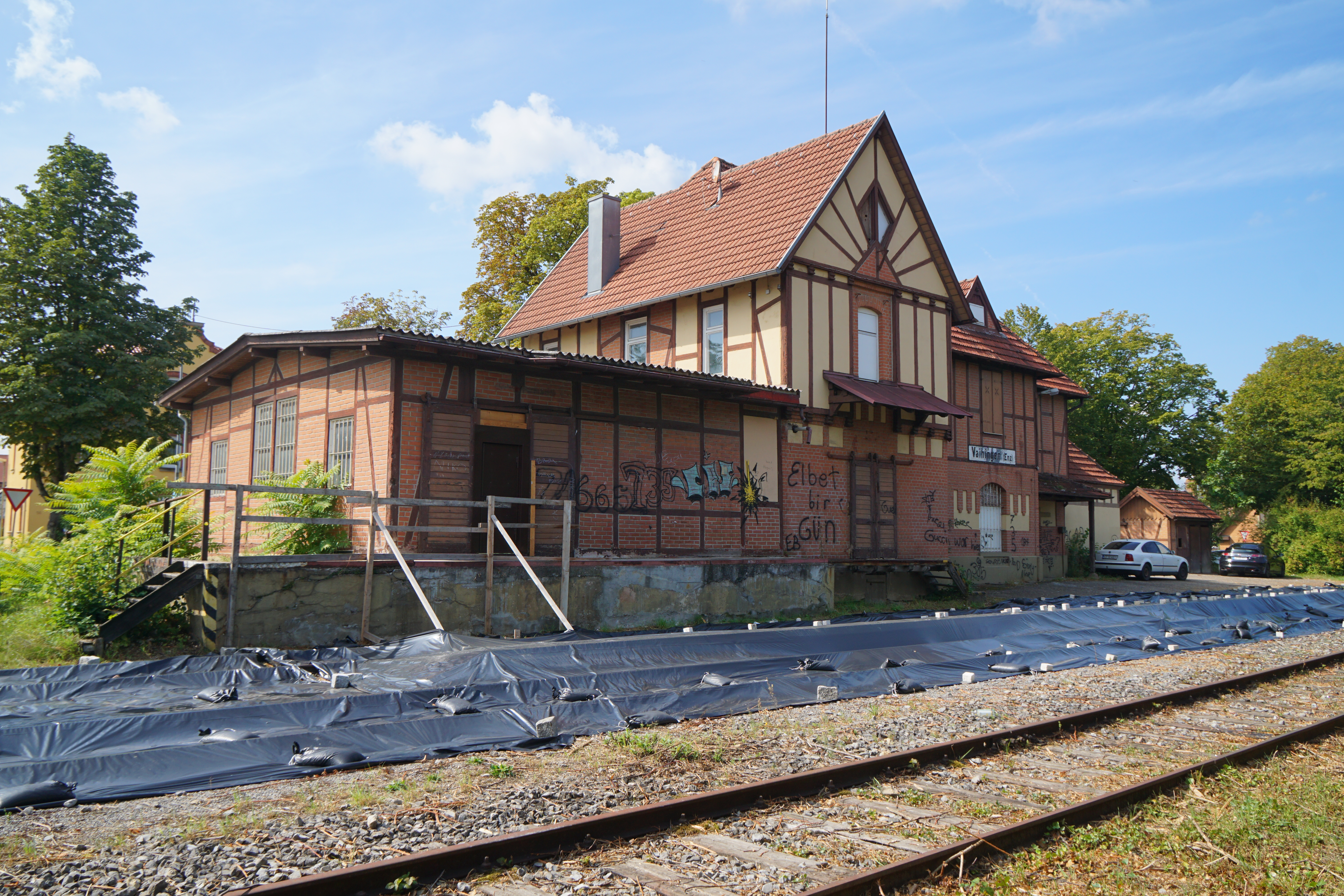
Bahnhof Vaihingen Enz (Stadt) nach der Stilllegung

Nachdem auch Pläne eines durchgehenden Personenverkehrs nach Bietigheim-Bissingen keine Erfolgsaussichten mehr boten, stellte die WEG den Gesamtverkehr am 13. Dezember 2002 ein. DB Cargo bediente jedoch bis zum 15. August 2003 noch einen Betrieb in Vaihingen. Nun wollte die Stadt Vaihingen die Strecke übernehmen, um den Güterverkehr für die örtliche Industrie zu gewährleisten, allerdings waren viele Anschlüsse bereits abgebaut. Der Kauf hätte die Strecke sowie die Bauwerke entlang der Strecke (Bahnhöfe, Übergänge, Brücken, Lokomotivschuppen etc.) beinhaltet. Die Anbindung an das Streckennetz der Deutschen Bahn AG wäre ebenfalls übernommen worden. Auf die WEG entfallen zehn Hektar Land, auf die DB AG zwei Hektar Land. Der Kaufpreis hätte bei circa 400.000 Euro gelegen. Über das Gebiet der Omnibushallen in Enzweihingen ist noch separat mit der KVG (Busgesellschaft der WEG) verhandelt worden.

### Umwandlung zum Radweg
Anfang 2008 gab es Bestrebungen der Eisenbahn-Service-Gesellschaft mbH (ESG) aus Bietigheim-Bissingen, die Strecke für den Güterverkehr in Kooperation mit der Deutsche-Bahn-Tochter DB Schenker Rail (heute DB Cargo) zu nutzen. Beabsichtigt war der Einbau von drei neuen Weichen im Bahnhof Vaihingen (Enz) Nord, um den Verkehr besser abwickeln zu können. Allerdings wurde für den ÖPNV auf der Strecke keine Möglichkeit gesehen. Die Option eines Museumsbetriebs sollte zumindest bis zum Stadtbahnhof weiter offen gehalten werden.
Die Initiative Fahrradbahn Vaihingen brachte ein Bürgerbegehren auf dem Weg. Sie forderte den Abbau der Gleise und dafür die Errichtung eines Bahntrassenradwegs. Der Gemeinderat lehnte dies ab, woraufhin ein Bürgerentscheid stattfinden musste. Das Vorhaben wurde, auch innerhalb vieler Parteien, kontrovers diskutiert. Neben den geschätzten Kosten von rund anderthalb Millionen Euro wurde befürchtet, dass kein Bahnbetrieb auf dieser Strecke mehr möglich sei. Einige Gegner hofften, die S-Bahn Stuttgart von Bietigheim-Bissingen nach Enzweihingen zu verlängern. Die Befürworter entgegneten, dass dies unrealistisch wäre. Sie hoben die Bedeutung des Fahrradwegs für den Schülerverkehr, die touristische Relevanz und als schnelle Verbindung zum örtlichen Fernbahnhof hervor. Am 27. September 2009 lehnte die Mehrheit der Bürger die sogenannte Fahrradbahn ab.
Im Oktober 2015 beschloss der Stadtrat Vaihingen, hier den Bahntrassenradweg anzulegen. Daher wurde für die Trasse eine Freistellung von Bahnbetriebszwecken beantragt. Zunächst wurde der Abschnitt zwischen dem Bahnhof an der Neubaustrecke und dem Stadtbahnhof umgebaut; die Kosten betrugen 1,5 Millionen Euro. Die Abtragung der Gleise begann im Dezember 2019.
Im Zuge des Radwegbaus wurden die zwischenzeitlich maroden Brücken Nachtigallstal und Heilbronner Straße durch neue, leichtere Bauwerke ersetzt, die auf die alten Brückenpfeiler aufgesetzt wurden. Der Radweg verläuft zwischen dem Bahnübergang Kehlstraße und dem Bahnsteigende des Haltepunkts Vaihingen (Enz). Dort fädelt er nach rechts aus dem Gleisbereich aus und führt über eine neu gebaute Rampe am südlichen Ende auf den Bahnsteig. Das Haltestellenhäuschen sowie die Tafel mit dem Bahnhofsnamen wurden hierfür abgebaut. Der Radweg führt vom Bahnsteig aus über den barrierefreien Bahnsteigszugang nach Kleinglattbach, wo er am nördlichen Eingang zum DB-Bahnhof endet. An der Mündung der Rampe zum Bahnsteig wurde ein Schutzzaun eingebaut, der das herunterfallen auf das Gleisniveau verhindern soll.
Auf den Abschnitten Vaihingen–Vaihingen Nord und Enzweihingen–Kehlstraße sind nach wie vor Gleise vorhanden. Auch die Industriegleise im Industriegebiet Nord existieren noch.

### Zukunft der Bahnstrecke
Im Zuge des Wahlkampfes erwähnte der Oberbürgermeister Vaihingens, Uwe Skrzypek, den weiteren Ausbau des Radweges ins Zentrum von Enzweihingen zu unterstützen.
Ende 2023 beschäftigte sich der Verband Region Stuttgart in einer Machbarkeitsstudie mit der Verlängerung der Stuttgarter S-Bahn-Linie S5 über ihren aktuellen Endpunkt Bietigheim-Bissingen hinaus. Unter den untersuchten Trassenvarianten war unter anderem eine Variante, die ab Sersheim den alten Verlauf der Württembergischen Westbahn verwendet und über den Bahnhof Vaihingen (Enz) Nord unter Nutzung der Trasse der Vaihinger Stadtbahn bis zum aktuellen DB-Bahnhof Vaihingen (Enz) geführt wird. Dort würde sich der Endpunkt der S-Bahn-Strecke befinden. Eine Weiterführung in die Vaihinger Innenstadt oder weiter nach Enzweihingen wurde nicht untersucht. 
Sollte diese Variante umgesetzt werden würden Teile der Vaihinger Stadtbahn reaktiviert und elektrifiziert.
Diese Option wurde Mitte Dezember 2023 durch den Verband Region Stuttgart beschlossen und soll nun weiterverfolgt werden. Die Entscheidungsträger der Stadt Vaihingen an der Enz wehren sich gegen diese Entscheidung, sie unterstützen eine Verlängerung des Radweges bis in die Ortsmitte in Kleinglattbach, stattdessen soll die S5 im bestehenden DB-Bahnhof enden.

### Weitere Entwicklung der Bahnanlagen

#### WLZ-Gebäude am Vaihinger Stadtbahnhof
Zwischen 2022 und 2023 wurde abschnittsweise das WLZ-Raiffeisen - Gebäude am Vaihinger Stadtbahnhof abgerissen. Anfang März 2023 endete der Abriss mit dem großen Turm, der bis zuletzt stehen geblieben war. Das freigewordene Gelände wird zum Bau neuer Mehrfamilienwohnhäuser verwendet. Der alte Verladeplatz im Norden des Bahnhofs mit den Klappen, die zum Einladen von Rüben in Güterwagen der Stadtbahn dienten, wird zu einem Spielplatz umgebaut.

#### Bahnhofsgebäude Vaihingen Stadt
Das Gebäude am Stadtbahnhof wurde von einem Investor gekauft, es besteht der Plan, es in eine Erlebnisgastronomie umzubauen. Hierfür wurden extra drei ehemalige Waggons der DB Systemtechnik per Tieflader angeliefert. Zwei der Waggons, zwei zweiachsige Güterwagen, wurden komplett entkernt und die Seitenwände entfernt. Sie sollen als Terrasse dienen. Der andere wird zu einer Art Speisewagen ausgebaut. Stand Frühjahr 2023 laufen die Bauarbeiten an der Renovierung des Gebäudes.

## Transportleistungen

### Güterverkehr
Im Güterverkehr wurden vor allem Zuckerrüben und Tierhäute transportiert.
Die Zuckerrüben wurden von Bauern in der Region angebaut und dann nach mit Traktoren nach Vaihingen transportiert. Am Stadtbahnhof bestand nördlich der Gleisanlagen eine Verladerampe, über die die Zuckerrüben in Güterwagen gekippt werden konnten.
Die Tierhäute wurden in offenen Güterwagen nach Vaihingen transportiert. Die Wagen wurden entweder weiter in Richtung Enzweihingen transportiert, wo die über den Gleisanschluss der Leimfabrik Conrad (auf dem heutigen LIDL-Gelände) in diese hineintransportiert wurden, oder im Stadtbahnhof auf LKWs oder Traktoranhänger verladen und durch die Innenstadt zur im Enztal gelegenen Leimfabrik Häcker transportiert. Die Leimfabriken verkochten die Tierhäute zu Hautleim. Die Tierhäute sowie das Leimkochen machten Vaihingen vor allem für seinen starken Gestank bekannt. Durch die Leimfabriken wurde Vaihingen zu einem der Deutschlandweit größten Hautleim-Produzenten.
Auch Stückgutwagen für andere anliegende Betriebe sowie Kesselwagen für die Firma Schick wurden regelmäßig transportiert

### Personenverkehr
Der Personenverkehr beschränkte sich auf Schülerverkehr. Kurz vor Betriebseinstellung im Jahr 2002 war im Kursbuch lediglich ein einziger Zug auf der Strecke verzeichnet. Es verkehrten weitere Züge zu Schulzeiten, die zwar bekannt waren, aber nicht in Fahrplänen veröffentlicht wurden.

## Fahrzeugeinsatz

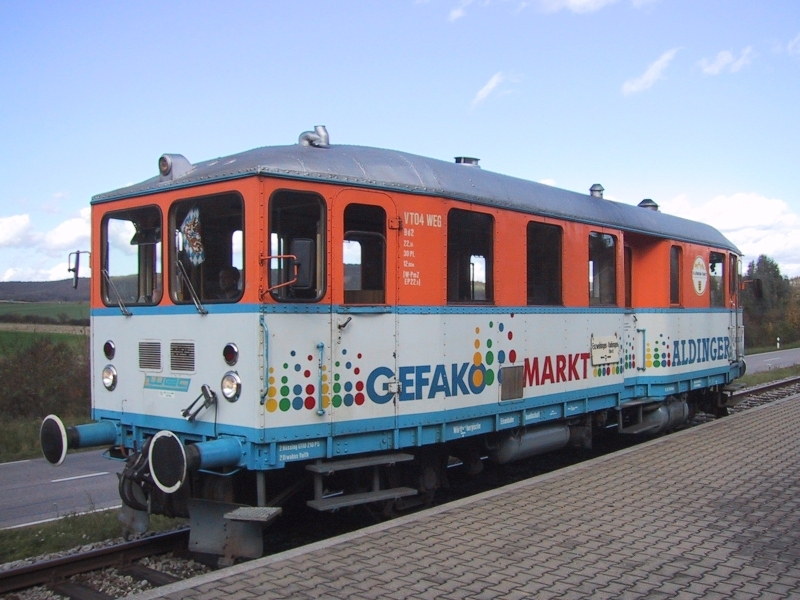
T 04, Stammfahrzeug der Stadtbahn bis zur Betriebseinstellung

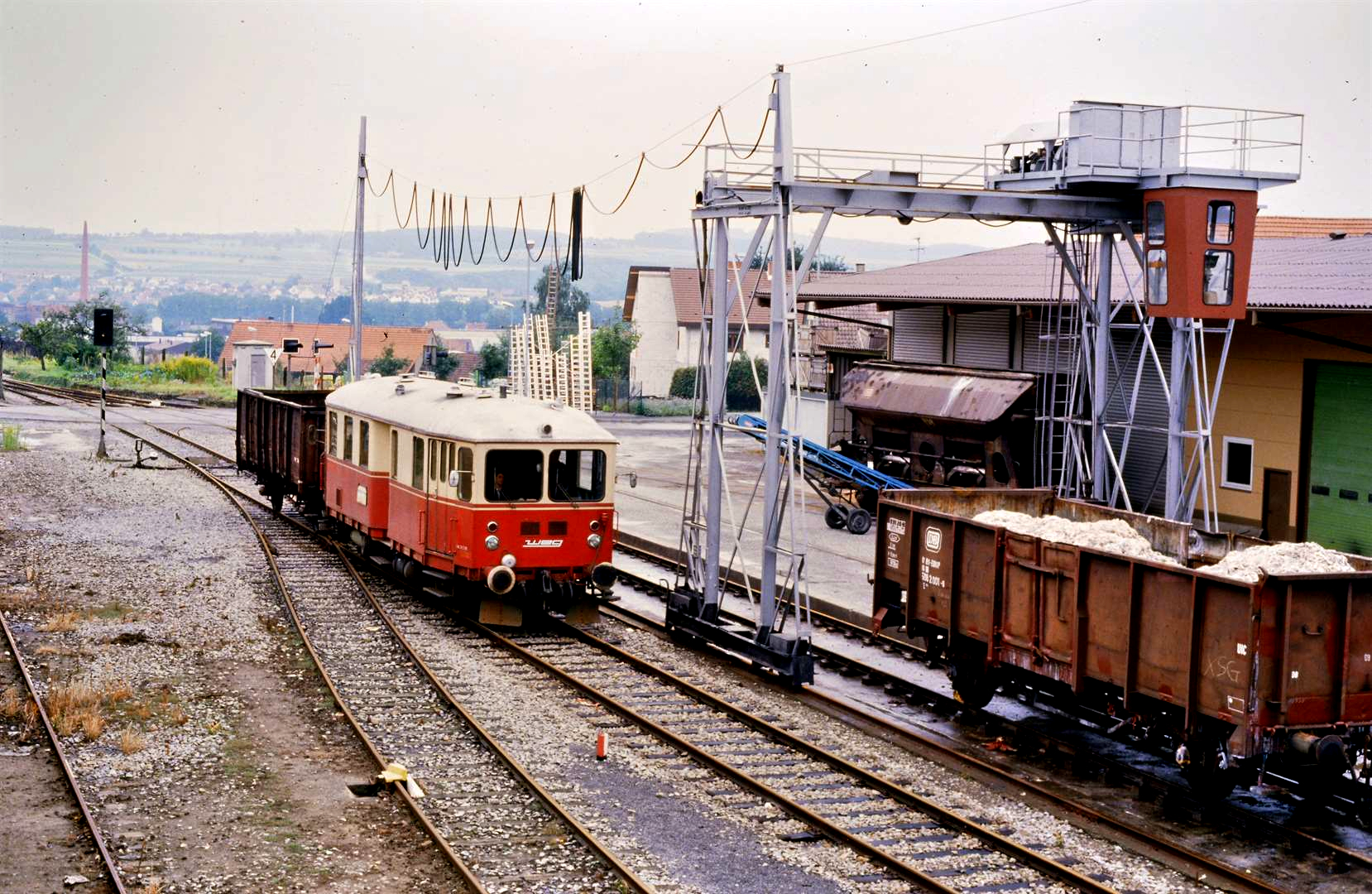
Der T 04 als Schlepptriebwagen im Vaihinger Stadtbahnhof

Zur Eröffnung der Strecke standen zwei dreiachsige Tenderlokomotiven zur Verfügung, außerdem drei Personenwagen, ein Gepäckwagen und vier Güterwagen. Verschiedene vierachsige Dampflokomotiven kamen Aushilfsweise zum Einsatz. 1957 wurden alle Dampflokomotiven abgestellt, die zweiachsigen Triebwagen T 03 und T 04 führten den ganzen Verkehr durch, teilweise mit dem Beiwagen VB 208. Bei Revisionen der Stammfahrzeuge kamen auch die modernisierten T 06 und T 36 zum Einsatz.
Zuletzt wurde der Personenverkehr ausschließlich durch den Dieseltriebwagen T 04 durchgeführt, der im Volksmund auch als „Bembele“ bezeichnet wurde. Dieser in den 1920er Jahren gebaute Dieseltriebwagen war zu diesem Zeitpunkt das älteste Fahrzeug, das im regulären Personenverkehr in Deutschland eingesetzt wurde, und war für die Stadtbahn im hügeligen Gelände genügend stark motorisiert. Ab 1957 führte er als Schlepptriebwagen auch die Güterzüge.